# Mitja Ribičič

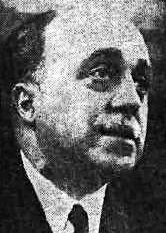
Mitja Ribičič

Mitja Ribičič (Triëst, 19 mei 1919 – Ljubljana, 28 november 2013) was een Sloveens communist en politicus, die eveneens actief was in het voormalig Joegoslavië. Hij was een van de invloedrijkste Slovenen in de Joegoslavische en (tot 1990) Sloveense politiek.
Mitja Ribičič werd geboren in een onderwijzersgezin in Triëst. In 1925 vluchtte de familie voor het fascisme naar Joegoslavië. Daar studeerde hij vanaf 1938 rechten aan de universiteit van Ljubljana. In 1941, het begin van de oorlog in Joegoslavië, treedt hij toe tot de Sloveense communistische partij.

## Partijcarrière
Tijdens de oorlog speelde Ribičič een rol in het tijdschrift Slovenski Poročevalec, het orgaan van het Sloveense Bevrijdingsfront. In 1945 ging hij werken voor de OZNA, de Sloveense staatsveiligheidsdienst. In dat kader schreef hij zich in aan de Dzjerzjinski-school van de NKVD in Moskou.
Na de oorlog werd Ribičič afgevaardigde in het Sloveense parlement (van 1951 tot 1963) en vervolgens in het federale Joegoslavische parlement (1963-1967 en in 1969). Van 18 mei 1969 tot juli 1971 was Mitja Ribičič premier van Joegoslavië. Zijn premierschap viel in de tijd, waar de Praagse Lente nog nadreunde. Ribičič voerde in afspraak met Tito een harde lijn; in Slovenië worden ruim 300 parlementariërs uit de partij gezet en de op Alexander Dubček lijkende premier Stane Kavčič afgezet, de nationalisten in Kroatië met Savka Dabčević-Kučar werden in 1971 aan de kant geschoven en landden deels in het gevang, de Servische partijtop moest het veld ruimen na beschuldigingen van liberalisme. Na zijn premierschap keerde hij terug naar Slovenië, waar hij de Socialistische Alliantie voorzat. Zijn laatste grote publieke rol speelde Ribičič in 1982 en 1983 als voorzitter van het presidium van de Joegoslavische Communistenbond.

## Plaatsbepaling
In de jaren zeventig werd de invloedssfeer in de Sloveense partij verdeeld tussen twee groepen, die zich vooral op sociale en persoonlijke gronden van elkaar onderscheidden. Beide groepen waren loyaal aan Tito en diens plaatsvervanger Edvard Kardelj. De eerste groep werd geleid door Ivan Maček-Matija, waartoe zijn zuster Pepca Kardelj (tevens echtgenote van Edvard Kardelj), de Sloveense partijleider France Popit, Andrej Marinc en Vinko Hafner behoorden. De tweede groep werd geleid door Lidija Šentjurc, waartoe haar echtgenoot Sergej Kraigher, Stane Dolanc en Mitja Ribičič behoorden. In de jaren tachtig waren zowel Tito als Kardelj reeds overleden en de liberale Sloveense regeringsleider Kavčič was van het firmament verdwenen. Zo bleef geen bindende factor tussen beide facties over en brak strijd uit. Uiteindelijk vormden zich een "Sloveense" en een "Joegoslavische" factie; Ribičič behoorde tot de laatste. De "Slovenen" wilden Miran Potrč als leider naar voren schuiven, de "Joegoslaven" bepleitten Milan Kučan. De uiteindelijke oplossing lag in de benoeming van Potrč tot parlementsvoorzitter en Kučan tot partijleider.

## Waardering
Ribičič komt doorgaans als een hardliner en weinig origineel aparatsjik uit de verf. Zijn rol bleef tot op vandaag omstreden. Hij zou een niet onbelangrijke rol hebben gespeeld in de buitengerechtelijke executies van de domobranci in 1945 in Slovenië. Als functionaris van de geheime dienst (met rang van majoor) zou hij ook na deze tijd, in 1946 en later, aan executies en schijnprocessen hebben meegewerkt. Hieruit volgde 24 mei 2005 een aanklacht van de criminalist Pavel Jamnik bij het openbaar ministerie in Slovenië tegen Ribičič wegens hulp bij het plegen van genocide. De aanklacht baseerde op een lijst met 6 000 namen uit het archief van de geheime dienst waar de opmerking "kameraad Mitja" bijstaat. Van de 6 000 namen blijken 234 zonder proces te zijn vermoord. Uit beide feiten werd een samenhang gezien, die de toets van het gerecht niet kon doorstaan.
Eerste gematigde geluiden vernemen we laat:
- In december 1980 bepleitte hij tot wanhoop van gestaalde partijkaders het toestaan van de circulatie van buitenlandse persbladen. Een niet onbelangrijke kwestie, gezien er in Italië en Oostenrijk vanwege de daar levende Sloveense minderheden een omvangrijke kritische Sloveenstalige pers bestond.
- In 1981 kwam het in Kosovo tot een eerste grote revolte, waarbij volgens de autoriteiten 11 doden vielen en volgens de Albanezen ruim 1600 doden. Ribičič haalde zich de woede van nationalistische Serviërs op de nek door te menen, dat 18-jarigen beter opgevoed konden worden, in plaats van ze twaalf jaar werkkamp te geven.
- In 1985, toen Ribičič nog lid van het presidium van de Partij was, weersprak hij de aanklachten tegen Vojislav Šešelj, die was opgepakt wegens een huiskamerbijeenkomst bij Milovan Đilas.

## Opmerkingen
- Ten tijde van de Waldheim-affaire werd onder meer gespeculeerd of Tito iets van het oorlogsverleden van Kurt Waldheim had afgeweten. Mitja Ribičič, die Joegoslavisch premier was ten tijde van Waldheims kandidaatstelling, is van mening dat Tito hiervan op de hoogte was.
- Ciril Ribičič, zoon van Mitja, maakte carrière met Kučan. Hij was jurist en rechter bij het Constitutionele Hof van Slovenië.

- Gemeinsame Normdatei: 1063139864
- International Standard Name Identifier: 0000 0003 8577 7638
- Library of Congress Control Number: n82254145
- Istituto Centrale per il Catalogo Unico: BVEV081049
- Virtual International Authority File: 244433547
- WorldCat: E39PBJqfHHWfjch4HxPQWFGfv3